# Тачо Танев
Тачо Иванов Танев е български актьор и режисьор.

## Биография
Роден е на 13 октомври 1882 година в село Малко Тръново, Чирпанско.
Специализира в Мюнхен в „Художествения театър“ на Макс Райнхард (1908) и в Берлин (1918 – 1919) при Л. Йеснер в „Дойчес театър“ и в неговия филиал „Шилер театър“.
Постъпва като любител в драматическата трупа на театър Сълза и смях в периода от 1899 до 1954 година. От 1898 до 1902 година учи в рисувалното училище в София, след това постъпва в Пловдивската театрална трупа (1902 – 05), където играе и рисува декори. Участва в Балканските войни и Първата световна война. От 1906 до 1922 играе в Народния театър с прекъсвания, където дебютира в ролята на Феликс Франк („Справедливост“ – О. Ернст).
През 1912 е организатор и художествен ръководител на Драматичен театър – Пловдив. Участва във военно фронтови театри (1912 – 18). Ирае в театър „Борба“ и цирк-театър "България.
Директор-режисьор е на Драматичен театър – Плевен (1926 – 1927), на Драматичен театър – Пловдив (1922, 1927 – 1932), където по-късно се връща като главен режисьор (1945 – 1948, 1951 – 1952) и на |Драматичен театър – Русе (1937 – 1943). При неговото ръководство през 1942 година театъра е направен държавен с указ на Цар Борис III. Работи като режисьор в театър „Одеон“ – София (1936 – 37), в Южнобългарския театър (1944 – 1945) и в Драматичен театър – Бургас (1932 – 1934, 1948 – 1954).
В периода 1921 – 1924 година е първият председател на Съюза на артистите в България.
Превежда пиеси. Автор е на мемоари, на статии по театрални въпроси и на комедията „Празник на душата“, поставена от него в „Народния театър“ през 1921
Умира през 1962 година в град Бургас.

## Театрални роли
като актьор:
- Милко в „Иванко“ (Васил Друмев)
- Борислав в „Борислав“ (Иван Вазов)
- Антонио във „Венецианския търговец“ (Уилям Шекспир)
- Флоридо в „Слуга на двама господари“ (Карло Голдони)
- Кин в „Кин“ (Александър Дюма-баща)
- Хелмер в „Нора“ (Хенрик Ибсен)
- Хайнрих в „Потъналата камбана“ (Герхарт Хауптман)
- Макс фон Вендловски в „Родина“ (Херман Зудерман)
- Роберт Хайнике в „Чест“ (Херман Зудерман)
- Гвидо в „Монна Ванна“ (Морис Метерлинк)
- Робърт Чилтърн в „Идеалният мъж“ (Оскар Уайлд)
- Хлестаков в „Ревизор“ (Николай Гогол)
- Кречински в „Сватбата на Кречински“ (Александър Сухово-Кобилин)
- Жадов в „Доходно място“ (Александър Островски)
- Борис Григорович в „Буря“ (Александър Островски)
- Жорж в „Картоиграчите“ (Фьодор Достоевски)
- Борис Алексеевич в „Лудетина“ (В. Крилов)
- Нил в „Еснафи“ (Максим Горки)
- Сатин в „На дъното“ (Максим Горки)

като режисьор:
- „Хъшове“ (Иван Вазов)
- „Майстори“ (Рачо Стоянов)
- „Златната мина“ (Ст. Л. Костов)
- „Вражалец“ (Ст. Л. Костов)
- „Люти клетви“ (Ст. Савов)
- „Коварство и любов“ (Фридрих Шилер)
- „Потъналата камбана“ (Герхарт Хауптман)
- „Елга“ (Герхарт Хауптман)
- „Инспекторът дошъл“ (Джон Пристли)
- „Опасният завой“ (Джон Пристли)
- „От ума си тегли“ (Александър Грибоедов)
- „Еснафи“ (Максим Горки)
- „Деца на слънцето“ (Максим Горки)
- „Врагове“ (Максим Горки)
- „На дъното“ (Максим Горки)
- „Васа Железнова“ (Максим Горки)
- „Тоз, който получава плесници“ (Леонид Андреев)
- „Руски хора“ (Константин Симонов)
- „Чакат ме от Таймир“ (Константин Симонов)

Като гост-режисьор:
- „Кара Танас“ (Максим Горки) в Перник
- „Ученикът на дявола“ (Бърнард Шоу) в Хасково
- „На дъното“ (Максим Горки) в Асеновград